# Національне агентство із забезпечення якості вищої освіти
Національне агентство із забезпечення якості вищої освіти — один з органів управління у сфері вищої освіти, що є постійно діючим колегіальним органом, уповноваженим на реалізацію державної політики у сфері забезпечення якості вищої освіти.
Агентство перебрало на себе певні регуляторні та контрольні функції Міністерства освіти і науки України; замінило Вищу атестаційну комісію (ВАК) та Державну акредитаційну комісію (ДАК). Національне Агентство діє на підставі Статуту.    

## Суть діяльності
Національне агентство затвердило Стратегію, яка визначає місію, цілі, цінності та принципи його діяльності . Агентство діє в межах реалізації стандартів і рекомендацій ESG-2015, які, у свою чергу, стали частиною Угоди про асоціацію України з ЄС. Воно є асоційованим членом Європейської мережі із забезпечення якості вищої освіти (ENQA) та повноправним членом чотирьох міжнародних організацій у сфері забезпечення якості та академічної доброчесності, а саме: Міжнародної мережі агентств із забезпечення якості вищої освіти, Центрально-Європейської мережі агентств з якості, Міжнародного центру з академічної доброчесності, Глобальної мережі академічної доброчесності та Європейської мережі академічної доброчесності. 
Основними напрямками діяльності Агентства є:
- акредитація освітніх програм (молодший бакалавр, бакалавр, магістр, доктор філософії)[10];
- інституційна акредитація закладів вищої освіти, акредитація незалежних установ оцінювання;
- моніторинг внутрішніх систем забезпечення якості вищої освіти ЗВО та наукових установ;
- дотримання академічної доброчесності;
- адміністрування утворення разових спеціалізованих вчених рад;
- звітування про стан вищої освіти в Україні, формування пропозицій щодо законодавчого забезпечення якості вищої освіти[11];
- нормативна діяльність[12];
- міжнародне співробітництво[13];
- розробка рейтингів університетів.

Агентство щороку готує та оприлюднює доповідь про якість вищої освіти в Україні, її відповідність завданням сталого інноваційного розвитку суспільства, звіт про власну діяльність, формує пропозиції щодо законодавчого забезпечення якості вищої освіти та направляє зазначені документи Верховній Раді України, Президентові України, Кабінетові Міністрів України та закладам вищої освіти для їх обговорення та належного реагування.

## Структура

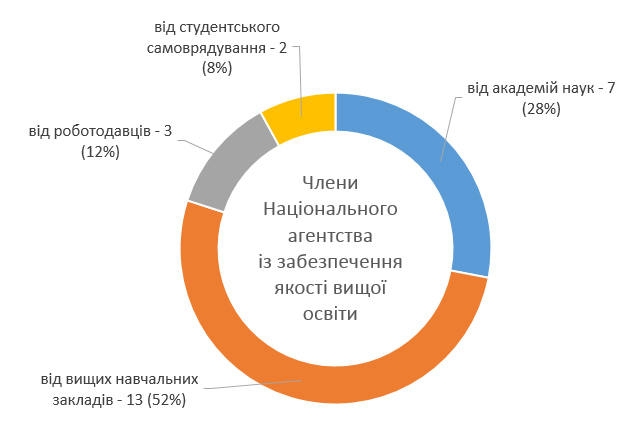
Розподіл квот в Агентстві за законом у попередній редакції

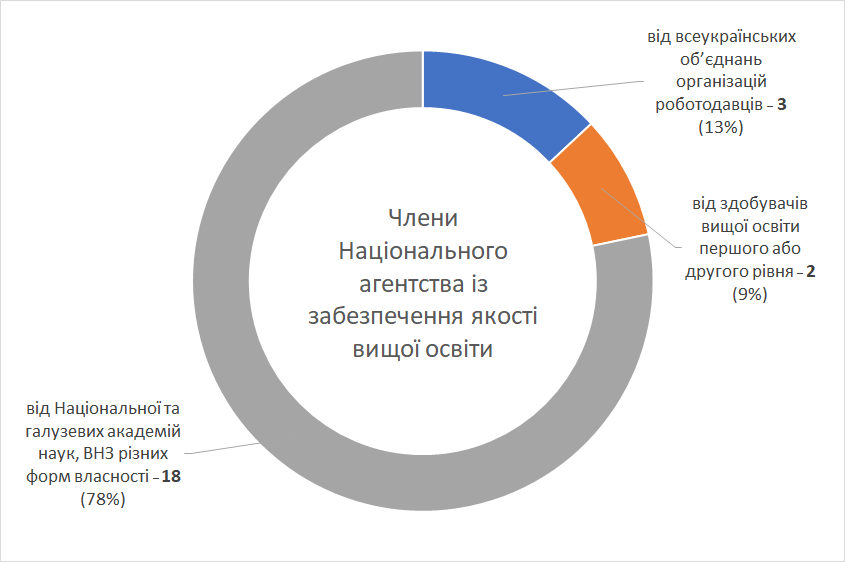
Розподіл квот в Агентстві за законом у сучасній редакції

Національне агентство складається з 23 осіб, які призначаються Кабінетом Міністрів України на підставі рішення Конкурсної комісії з відбору членів Національного агентства із забезпечення якості вищої освіти за результатами конкурсного відбору, що проводиться з дотриманням принципів гендерного балансу та галузевого представництва:
- троє з числа представників всеукраїнських об'єднань організацій роботодавців;
- двоє з числа здобувачів вищої освіти першого або другого рівня;
- не менше одного представника з числа осіб, які працюють за основним місцем роботи у Національній академії наук України; національній галузевій академії наук; закладі вищої освіти державної форми власності; закладі вищої освіти комунальної форми власності, закладі вищої освіти приватної форми власності.

Члени Агентства призначаються Кабінетом Міністрів України на підставі рішення Конкурсної комісії за результатами конкурсного відбору. Строк їх повноважень становить три роки; одна і та сама особа не може бути членом Агентства більше двох строків. Порядок обрання членів Агентства регулюється відповідним положенням, яке затверджується Кабінетом Міністрів України.
У складі Національного агентства діє Комітет з питань етики та  Апеляційний комітет, а також інші комітети. Наразі Нацагентство структурно налічує сім комітетів, у тому числі Комітет з акредитації освітніх програм, Комітет з питань оцінки якості вищої освіти, Комітет з питань міжнародного співробітництва.
Галузеві експертні ради Агентства формуються у складі від 9 до 15 членів. Кількість незалежних експертів, залучених Агентством на травень 2021 р., сягає близько 4 тис.
Організаційне та інше забезпечення діяльності Національного агентства, створення належних умов для його роботи здійснює Секретаріат.

### Поточний склад Національного агентства
1. Авшенюк Наталія Миколаївна
2. Алькема Віктор Григорович
3. Андрєєв Микита Андрійович
4. Артюхов Артем Євгенович
5. Бутенко Андрій Петрович
6. Длугопольський Олександр Володимирович
7. Єременко Олена Володимирівна
8. Золотарьова Ірина Олександрівна
9. Колеснікова Олена Валеріївна
10. Медведєв Володимир Костянтинович
11. Моркляник Богдан Васильович
12. Назаров Іван Володимирович
13. Олексів Ігор Богданович
14. Янсе Лілія Амінівна
15. Пріхна Тетяна Олексіївна
16. Смирна Леся В’ячеславівна
17. Стецюк Оксана Василівна
18. Стукало Наталія Вадимівна
19. Фесенко Лідія Сергіївна
20. Цвіліховський Микола Іванович
21. Татарчук Тетяна Феофанівна

### Попередній склад (2021-2022)
1. Авшенюк Наталія Миколаївна
2. Алькема Віктор Григорович
3. Артюхов Артем Євгенович
4. Бутенко Андрій Петрович
5. Длугопольський Олександр Володимирович
6. Єременко Олена Володимирівна
7. Золотарьова Ірина Олександрівна
8. Квіт Сергій Миронович
9. Колеснікова Олена Валеріївна
10. Медведєв Володимир Костянтинович
11. Моркляник Богдан Васильович
12. Назаров Іван Володимирович
13. Олексів Ігор Богданович
14. Пріхна Тетяна Олексіївна
15. Смирна Леся В’ячеславівна
16. Стукало Наталія Вадимівна
17. Татарчук Тетяна Феофанівна
18. Фесенко Лідія Сергіївна
19. Царенко Петро Михайлович
20. Цвіліховський Микола Іванович
21. Янсе Лілія Амінівна

### Перший склад Національного агентства (2015—2017)
1. Андрєєв Микита Андрійович
2. Бабак Сергій Віталійович
3. Бітаєв Валерій Анатолійович
4. Бондарчук Сергій Миколайович
5. Волосовець Олександр Петрович
6. Вижва Сергій Андрійович
7. Гурак Руслан Васильович
8. Задоя Анатолій Олександрович
9. Климкова Ірина Ігорівна
10. Колеснікова Олена Валеріївна
11. Колишко Родіон Анатолійович
12. Кузнєцова Наталія Семенівна
13. Курбатов Сергій Володимирович
14. Лакида Петро Іванович
15. Локтєв Вадим Михайлович
16. Медведєв Володимир Костянтинович
17. Назаров Іван Володимирович
18. Рижковський Володимир Олегович
19. Руснак Олена Валеріївна
20. Сергієнко Ігор Анатолійович
21. Стрижак Петро Євгенович
22. Хареба Володимир Васильович
23. Храпатий Сергій Вікторович
24. Чугунов Ігор Якович
25. Широбоков Володимир Павлович[18][19].

## Процес утворення Агентства
17 жовтня 2014 року на офіційному вебсайті МОН розміщено проект постанови Кабінету Міністрів «Про утворення Національного агентства із забезпечення якості вищої освіти».
Кабінет Міністрів України на засіданні 15 квітня 2015 року ухвалив рішення про утворення Національного агентства із забезпечення якості вищої освіти. Прийнято Постанову про утворення Агентства, яка містить його Статут. Постанова набрала чинності з 1 вересня 2015 року.
У червні 2015 року до Агентства було обрано перших членів, а 27 липня 2016 Кабінет Міністрів затвердив нову редакцію Статуту, персональний склад Національного агентства, визначив граничну чисельність та штатний розпис.
31 серпня 2016 Сергій Храпатий призначений керівником секретаріату Національного агентства. Того ж дня зі складу органу виключені Віктор Бондаренко і Юрій Дудник, які підпадають під дію Закону «Про очищення влади».

### Суперечки довкола персонального складу
Процес створення та запуску Національного агентства широко висвітлювався в медіа.
Результати виборів членів Агентства, які пройшли в червні 2015, обурили громадськість, навіть МОН видав заяву з засудженням виборів.
Журналісти звертали увагу на процедуру виборів членів Агентства та на їх якісний склад, до яких було висунуто низку претензій. Кандидата на посаду Голови Національного агентства, професора Олександра Волосовця, неодноразово викривали в плагіаті.
9 вересня 2016 на II Всеукраїнському з'їзді вищих навчальних закладів державної форми власності відбулися довибори членів НАЗЯВО. Новообрані — Сергій Бондарчук та Руслан Гурак. У науковій статті останнього, як свідчать результати експертизи, також є плагіат, а його кандидатська дисертація має текстові збіги з російською дисертацією.
Громадські активісти також обурилися обранням Сергія Храпатого головою Національного агентства, оскільки той працював у МОН часів Януковича та робив антиукраїнські заяви.

## Перезавантаження Агентства
Законом України «Про освіту» від 5 вересня 2017 року були змінені принципи формування Національного агентства та припинені повноваження усього попереднього складу Агентства. 31 січня 2018 року Уряд затвердив персональний склад комісії, яка відбиратиме членів Агентства, до якої увійшли дев'ятеро осіб, у тому числі представники європейських організацій.
5 грудня 2018 р. на засіданні Конкурсної комісії було відібрано 22 члени НА, а 27 грудня 2018 р. Кабінет Міністрів України своїм розпорядженням затвердив їх. Цього ж дня Уряд затвердив нову редакцію Статуту Національного агентства.